# Achille Allier
Pour les articles homonymes, voir Allier.
Achille Allier, né le 2 juillet 1807 à Montluçon (Allier) et mort le 3 avril 1836 à Bourbon-l'Archambault (Allier), est un historien français.

## Biographie
Achille Allier naît au 18, rue Notre-Dame à Montluçon. Son père est épicier. Il obtient une licence en droit à Paris, et choisit ensuite de s'établir à Bourbon-l’Archambault.
Victor Hugo, alors proche de la famille royale d'Orléans, encourage Achille Allier à contribuer au renouveau d'intérêt pour les provinces françaises. Tous deux voyaient en cela un moyen et de s'opposer au morcellement départemental, et de contester le centralisme autoritaire.
Achille Allier exerce les activités d'archéologue, de lettré et de dessinateur illustrateur. Il dirige la revue Art en Province, qu'il fonde en 1835. La reine Marie-Amélie de Bourbon-Siciles apprécie plusieurs de ses dessins et acquiert « La jeune fille de la garde » en 1835.
Il publie en 1833 le premier tome de L'Ancien Bourbonnais, mais meurt en 1836 d'une congestion cérébrale avant la parution du second tome. Ce dernier est achevé et publié par l'historien moulinois Adolphe Michel, à partir des nombreuses notes laissées par Achille Allier.

## Publications
- Esquisses bourbonnaises, ouvrage de 1831 doté d’illustrations de sa main (scènes de la vie rurale).
- La vie et les miracles (1836), grand dessin en couleurs consacré au bienheureux saint Pourçain (une réédition en chromolithographie de cette œuvre, par Desrosiers, en 1855, fut récompensée lors de l'exposition universelle).
- L'Ancien Bourbonnais, vol. 1 (1833) et 2 (1837, posthume) (lire en ligne sur Overnia]), illustré entre autres par André Durand.

## Hommages et postérité
Une plaque a été apposée sur le lieu de sa naissance à Montluçon, au 18 de la rue Notre-Dame. Une rue de Bourbon-l'Archambault porte son nom et un buste dressé sur un pilier rappelle son souvenir, près de l'église. 
Le collège de Bourbon-l'Archambault porte également son nom depuis 1995.
Un prix Achille-Allier, créé en 1991 par le conseil général de l'Allier et dont le but est de récompenser tout travail documentaire concernant l'Allier et le Bourbonnais, est décerné chaque année.